# 절중
절중(折中, 826 ~ 900)은 남북국 시대 신라의 승려이다. 황해도 봉산 출신이며, 시호는 징효(澄曉), 탑호는 보인(寶印)이다. 선종구산 중 사자산문을 실질적으로 열었다.

## 생애
아버지는 선당(先幢, 光幢)이며, 어머니는 백씨(白氏)이다. 조상 대대로 지방 토호였던 것으로 보인다.
7세에 출가하여 오관산사(五冠山寺) 진전(珍傳)의 제자가 되었고, 15세 때 부석사(浮石寺)에서 화엄(華嚴)을 공부하였다.
19세 때 장곡사(長谷寺)에서 구족계를 받았다. 이때 중국 남종선(南宗禪) 계통인 마조(馬祖)의 수제자 남전(南泉)에게서 법을 받고 돌아온 도윤(道允)이 금강산에 있다는 소식을 듣고 찾아가 입실하여 수도하였다. 그 뒤 자인(慈仁)의 문하에서 16년 동안 선리를 탐구하였다.
882년(헌강왕 8) 전 국통(國統) 위공(威公)이 서울에 가까운 곡산사(谷山寺) 주지로 천거했으나, 도시의 번거로움을 꺼려 사양하고 석운(釋雲)의 청을 받아 사자산에 머물렀다. 헌강왕은 사자산의 흥녕선원(興寧禪院)을 중사성(中使省)에 예속시켜 주었다.
886년 무렵, 궁예가 흥녕선원을 불태우기 직전 전란을 피해 조령으로 피신했다. 888년 즈음 스승 철감선사의 탑에 예배하기 위해 남쪽으로 내려가다, 김사이의 청으로 동림사(桐林寺)에 잠시 머물렀다. 중국 유학을 결심하고 항해길에 올랐으나 풍랑으로 좌절되어 강화도에 있는 은강선원(銀江禪院)에 머물렀다. 이때 진성여왕이 황양현(荒壤縣, 斧壤縣이라는 설도 있음)의 부수(副守) 장연열(張連說)을 보내어 국사(國師)의 예우를 표하고 보좌를 청하였으나 이미 때가 늦었음을 이유로 거절하였다.
900년(효공왕 4) 3월 19일 문인들을 불러 “삼계(三界)가 다 공(空)하고 모든 인연이 전부 고요하다. 내 장차 떠나려 하니, 너희들은 힘써 정진하라. 부디 선문(禪門)을 수호하고 종지(宗旨)를 무너뜨리지 말아 불조(佛祖)의 은혜를 갚도록 하라.”고 당부한 뒤 앉은 채로 입적하였다. 나이 74세, 법랍 56세였다.

## 사후
그의 법통을 전수받은 제자로는 여종(如宗)·홍가(弘可)·이정(理靖)·지공(智空) 등 1,000여 명이 있었다고 한다. 시호는 징효(澄曉), 탑호는 보인(寶印)이며, 탑비는 944년(고려 혜종 1) 강원도 영월군 흥녕선원에 세워졌으며, 현재 보물 제612호로 지정되어 있으며, 탑은 강원도유형문화재 제72호이다.
은강선원에서 다비하고 수습한 사리를 907년에 동림사에 처음 안치했다. 동림사는 현재 순천 금둔사인데, 현재 금둔사 동편 언덕에 남아 있는 삼층석탑이 옮겨진 것이 아니라면 법당 앞에 석탑을 두는 일반적인 가람 배치와 어울리지 않는 점과 탑의 건립 시기가 절중의 입적 시기와 비슷하며, 석불상이 석탑과 마주하고 있는 점으로 보아 절중의 사리를 처음 안치했던 묘탑이라 추정하기도 한다.

## 같이 보기
- 영월 흥녕사지 징효대사탑비 - 보물 제612호
- 영월 징효국사 부도 - 강원도 유형문화재 제72호